# The Lost City – Das Geheimnis der verlorenen Stadt
The Lost City – Das Geheimnis der verlorenen Stadt (Originaltitel: The Lost City) ist eine US-amerikanische Actionkomödie aus dem Jahr 2022 der Regisseure Aaron und Adam Nee. Die Hauptrollen spielen Sandra Bullock, Channing Tatum und Daniel Radcliffe, in einer Nebenrolle ist Brad Pitt zu sehen. Die Premiere des Films fand am 12. März 2022 beim South by Southwest statt. Der Film startete am 25. März 2022 in den USA, der Kinostart in Deutschland erfolgte am 21. April 2022.

## Handlung
Die erfolgreiche Autorin Loretta Sage, Witwe eines Archäologen, schreibt mit nachlassender Begeisterung triviale Liebes- und Abenteuerromane, die an exotischen Orten spielen. Ihre erfolgreichste Entwicklung sind die Abenteuer des gutaussehenden Dash, der stets auf den Romancovern abgedruckt ist und vom Modell Alan verkörpert wird. Auf einer von ihrer unermüdlichen Agentin Beth veranstalteten Promo-Reise mit Alan, für die Loretta wenig motiviert ist, wird sie von dem ruhmsüchtigen Unternehmersohn Fairfax entführt. Dieser verlangt von Loretta, dass sie ihn zum Schatz der verlorenen Stadt „D.“ aus ihrem letzten Roman führen soll. Sie hat nämlich tatsächlich die Schrift der untergegangenen Kultur entziffert; denn einst hatte sie gemeinsam mit ihrem Mann nach der Stadt gesucht. Fairfax hat die Vulkaninsel, auf der sich D. befunden hat, kurzerhand gekauft und vergeblich Ausgrabungen durchgeführt, da er dort einen spektakulären Schatz erwartet.
Alan schaltet derweil einen gewissen Jack Trainer ein, bei dem er früher einmal ein Meditationseminar besucht hatte. Blitzschnell ortet der erfahrene Nahkämpfer und Special-Ops-Trainer anhand von Lorettas Smartwatch-Signal ihren Aufenthalt auf der Atlantikinsel und bricht zu ihrer Befreiung auf. Im Schlepptau hat er den heimlich in Loretta verliebten Alan, der ihr beweisen will, dass er mehr zu bieten hat als ein attraktives Äußeres. Jack schaltet tatsächlich souverän die Wachen aus und bringt Loretta zu seinem Fahrzeug, stirbt dann aber überraschend durch einen Kopfschuss. Auf sich allein gestellt müssen Loretta und Alan ihren Verfolgern entkommen, wobei sie lernt, dass sie Alan unterschätzt hat. Sie entscheiden sich, ihrerseits den Schatz zu suchen, werden aber schließlich von Fairfax gefangen. Der verlorene Schatz entpuppt sich als Liebespfand aus Muscheln. Der enttäuschte Fairfax lässt sie zum Sterben zurück, sie können sich aber befreien und werden von der nachgereisten Beth aus dem Meer gefischt. Am Ende verarbeitet Loretta ihr Abenteuer zu einem neuen Roman.
In einer Post-Credit-Szene sind Alan und Loretta bei einem Meditationstraining, wo unerwartet Jack Trainer auftaucht, der seinen „Tod“ anscheinend überlebt hat.

## Hintergrund

### Produktion
Im Oktober 2020 wurde die Produktion des Filmes The Lost City of D mit Sandra Bullock in der Hauptrolle angekündigt. Die Regie sollte dabei von den Brüdern Aaron und Adam Nee übernommen werden. Bullock fungierte nebenbei auch als Produzentin und ließ den Film von ihrer Produktionsfirma Fortis Films in Zusammenarbeit mit 3dot Productions und Exhibit A produzieren. Die weltweiten Vertriebsrechte gingen an Paramount Pictures. Im Dezember 2020 ging die männliche Hauptrolle an Channing Tatum. Kurz vor Drehbeginn wurde Daniel Radcliffe als Antagonist des Filmes engagiert, während Patti Harrison und Da’Vine Joy Randolph weitere Rollen übernehmen sollten. Im April wurde die Verpflichtung von Brad Pitt bekannt.
Der Film wurde zwischen Mai und August 2021 in der Dominikanischen Republik gedreht. Drehorte waren unter anderem Samaná, Santo Domingo, an der Casa de Campo und in den Pinewood Dominican Republic Studios.
Im Oktober 2021 wurde neben dem Veröffentlichungstermin auch die Umbenennung des Originaltitels von The Lost City of D in The Lost City bekanntgegeben.

### Veröffentlichung
Ursprünglich sollte der Film am 15. April 2022 in die Kinos kommen, wurde jedoch um drei Wochen nach vorne verlegt. Der deutsche Kinostart sollte der 24. März 2022 sein, in den Vereinigten Staaten der 25. März, allerdings wurde der Start in Deutschland auf den 21. April 2022 verschoben.

## Synchronisation
Die deutschsprachige Synchronisation entstand durch die RC Production in Berlin nach einem Dialogbuch von Marius Clarén unter der Dialogregie von Patrick Baehr.
| Darsteller            | Sprecher             | Rolle                              |
| --------------------- | -------------------- | ---------------------------------- |
| Sandra Bullock        | Bettina Weiß         | Loretta / Angela                   |
| Channing Tatum        | Daniel Fehlow        | Alan / Dash                        |
| Daniel Radcliffe      | Nico Sablik          | Abigail Fairfax                    |
| Brad Pitt             | Tobias Meister       | Jack Trainer                       |
| Patti Harrison        | Lydia Morgenstern    | Allison                            |
| Da’Vine Joy Randolph  | Elisa Bannat         | Beth Hatten                        |
| Stephen Lang          | Hanns-Jörg Krumpholz | Fantasy-Bösewicht                  |
| Thomas Forbes-Johnson | Abelardo Decamilli   | Julian                             |
| Omar Patin            | Marko Bräutigam      | Limofahrer                         |
| Jonathan Lev          | Kim Hasper           | Mitarbeiter einer Fluggesellschaft |
| Joan Pringle          | Sonja Deutsch        | Nana                               |
| Raymond Lee           | Oliver Feld          | Officer Gomez                      |
| Adam Nee              | Jan Makino           | Officer Sawyer                     |
| Oscar Nuñez           | Carlos Lobo          | Oscar                              |
| Héctor Aníbal         | Michael Kühl         | Rafi                               |
| Bowen Yang            | Marius Clarén        | Moderator Ray                      |
|                       | Erich Räuker         | Werbesprecher der Promo-Tour       |

## Rezeption

### Kritiken
Laut Rotten Tomatoes erhielt der Film im Durchschnitt viele gute Bewertungen von Filmkritikern; 79 % der Rezensionen waren positiv. Auch mehr als 2500 Hobbykritiker bewerteten den Film im Durchschnitt gut bis sehr gut.

### Einspielergebnis
Die weltweiten Einnahmen aus Kinovorführungen beliefen sich auf rund 190,8 Millionen US-Dollar, von denen der Film allein 105,3 Millionen in den USA einspielen konnte.

### Auszeichnungen
Critics’ Choice Super Awards 2023
- Nominierung als Beste Schauspielerin in einem Actionfilm (Sandra Bullock)[13]